# Miguel Gómez Damas
Miguel Sancho Gómez Damas (Torredonjimeno, Jaén, 5 de junio de 1785-Burdeos, 11 de junio de 1864) fue un militar español. Tras participar en la primera y segunda guerra carlista en el bando de los carlistas, acabó sus días en el exilio francés.

## Primeros años (1785-1836)
Comenzó a estudiar Derecho en Granada pero abandonó los estudios tras el alzamiento español contra la ocupación francesa de mayo de 1808. El 9 de junio de 1808 ingresa como subteniente en el ejército y participa en la batalla de Bailén. Toma parte en otras acciones bélicas hasta que el 21 de julio de 1812 es capturado por los franceses en Castalla. Es enviado prisionero a Autun (Francia) pero logra escaparse y vuelve a incorporarse al ejército. En septiembre de 1812 ya es capitán. Se casó en Madrid con Vicenta de Parada en 1815. Poco después se retira del servicio activo el (8 de mayo de 1816).
El matrimonio se estableció en Jaén, donde Miguel Gómez trabajó como administrador de bulas. Pero, tras el golpe del general liberal Rafael de Riego de 1820, Miguel Gómez, defensor acérrimo de las ideas absolutistas, comienza a conspirar contra el gobierno liberal. Intenta sublevar al regimiento provincial de Jaén pero no lo consigue. Como consecuencia de este acto, tiene que abandonar Jaén.
Después de la restauración absolutista, propiciada por la intervención militar de los Cien Mil Hijos de San Luis (1823), Miguel Gómez regresa a Andalucía. En Cádiz logró frenar un levantamiento y consiguió la comandancia de Algeciras, cargo del que será depuesto durante la regencia de María Cristina de Borbón por sus ideas absolutistas.
Estando en Madrid estalla la primera guerra carlista. Pronto se encamina hacia Navarra para ponerse a las órdenes del general carlista Tomás de Zumalacárregui. Fue nombrado jefe de su Estado Mayor y participó en los combates de Asarta, Acción de Alegría de Álava, Acción de la Venta de Echavarri y Alsasua. En 1834 acompañó a don Carlos y fue nombrado comandante general de Vizcaya. Posteriormente, pasó a ser comandante general de Guipúzcoa y tras la acción de Guernica y la toma de Tolosa alcanzó el grado de mariscal de campo. En 1834 recibió el título de marqués de Orbaiceta. Según, Rahden, era rubio y tenía los ojos azules.

## La Expedición de 1836
Comúnmente llamada Expedición Gómez. Bruno Villarreal comandante supremo del ejército carlista en el país vasco-navarro, organizó una expedición para que marchase a "...Asturias y Galicia para fijando allí la guerra, llamase la atención del enemigo por aquella parte y desahogase al ejército de estas provincias,", entregando el mando a Miguel Gómez. Su objetivo principal era dominar Asturias ya que se tenía noticias, aunque no eran ciertas, de que allí existía una importante base para poder realizar un alzamiento carlista y que debería marchar a Galicia tanto si había logrado realizar el objetivo asturiano como si habiendo fracasado en ello, se refugiase allí, intentando realizar de nuevo un alzamiento. Fracasando en ambas regiones, en vez de retirarse al país vasco-navarro, emprendió un sorprendente recorrido.

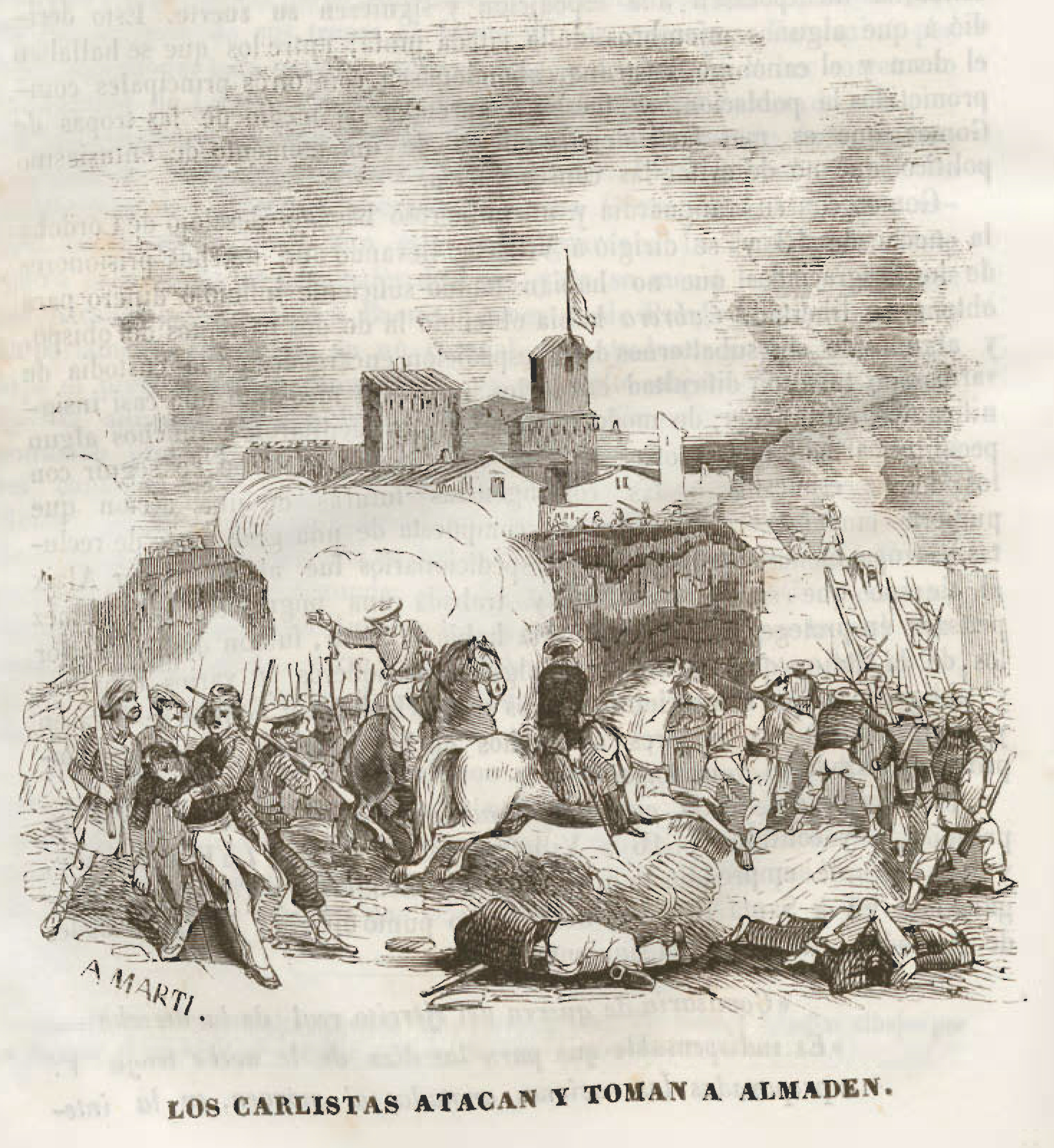
Toma de Almadén por los carlistas en octubre de 1836

Comenzó en junio de 1836, su tropa estaba compuesta por los batallones 2.º, 4.º, 5.º y 6.º de Castilla, un pelotón de granaderos de la Guardia Real pasados del bando isabelino y dos escuadrones, en total, unos 2700 infantes, 180 jinetes y 3 cañones de medio calibre. Partió en dirección a Asturias y Galicia. Salió de Amurrio y tomó Riaño, Oviedo, Lugo, La Coruña y Santiago de Compostela. Desde aquí, decidió hacer una incursión que le llevaría hasta Andalucía. De forma efímera conquistó León, Palencia, Valladolid, Sigüenza, Utiel, Albacete, Villarrobledo, Baeza, Córdoba, Pozoblanco, Almadén, Cáceres, Alcántara, Écija, Osuna, Ronda, Arcos de la Frontera, Pedro Muñoz y El Burgo de Osma. Acabó la expedición en diciembre de 1836.
Durante este recorrido, logró formar un ejército de hasta 6000 hombres gracias a los carlistas que se le unieron en el camino (como Ramón Cabrera) y se enfrentó a los generales liberales en varias ocasiones: venció a Tello en Baranda y a López en Matilla; fue derrotado por Espartero en Éscaro y por Alaix en Villarrobledo. Además, los generales Rodil y Narváez lo persiguieron infructuosamente (batalla del Majaceite), llegando a movilizar tras de sí, en el momento culmen, a casi 25.000 soldados liberales. Su empeño por provocar y consolidar levantamientos carlistas en los territorios que atravesaba le fueron imposibles de realizar ya que no podía permanecer largo tiempo en ninguna población, debido a la permanente persecución a la que era sometido por las tropas isabelinas. "Las poblaciones habían visto aparecer a Gómez en silencio y en silencio aguardaban, no tomando apenas parte en la contienda y contentándose con tener dos ayuntamientos, uno para recibir las tropas carlistas y otro para las de la Reina".
Volvió al país vasco-navarro del que había salido con 3000 soldados aunque no todos eran los mismos que habían partido sino que las bajas habían sido cubiertas con hombres que encontró en el recorrido y que incorporó a su tropa, los unos lo hicieron voluntariamente, los otros fueron obligados.
A pesar de estas acciones, Gómez fue juzgado y encarcelado por sus superiores por no cumplir las órdenes que le habían sido dadas.
Tras la rendición de Rafael Maroto (1839), Miguel Gómez decide exiliarse, junto con su esposa, en Francia. Volvió a España durante la segunda guerra carlista (1846-1849), siendo comandante general de Andalucía. Tras el nuevo fracaso carlista, volvió al exilio francés, a Burdeos.
El 11 de junio de 1864 dirigió un escrito a Isabel II en el que la reconocía como reina de España, solicitando ser reintegrado en el ejército con los grados y empleos que había recibido de don Carlos. El ministerio de la Guerra desestimó el 14 de febrero de 1865 la demanda, "en razón a haber terminado los plazos marcados para esta clase de reclamaciones." Los legitimistas franceses ayudaban económicamente a Gómez y posteriormente a su viuda pero cuando se enteraron del escrito en el que el general reconocía a la reina, retiraron el apoyo económico a la viuda, la cual escribió el 27 de abril de 1865 a Isabel II sobre su penosa situación económica, pidiendo la "revalidación de los empleos obtenidos por su marido con anterioridad al convenio de Vergara...y se le señale la consiguiente pensión de viudedad para poder subsistir en sus ancianos días." Al no recibir contestación, presentó de nuevo la petición al cónsul de España en Burdeos, el cual la cursó, acompañando a su vez un escrito al Ministro de la Guerra en el que decía que los legitimistas ...han retirado a la viuda la corta pensión que la tenían señalada, dejándola en su avanzada edad en el último grado de misera..